# Бенчин (Малопольське воєводство)
Бенчин (пол. Bęczyn) — село в Польщі, в гміні Бжезьниця Вадовицького повіту Малопольського воєводства.
Населення — 525 осіб (2011).

## Історія
У 1975-1998 роках село належало до Бельського воєводства, підпорядковувалося районній адміністрації у Вадовицях.

## Демографія
Демографічна структура станом на 31 березня 2011 року:
|          | Загалом | Допрацездатний вік | Працездатний вік | Постпрацездатний вік |
| -------- | ------- | ------------------ | ---------------- | -------------------- |
| Чоловіки | 251     | 60                 | 164              | 27                   |
| Жінки    | 274     | 54                 | 154              | 66                   |
| Разом    | 525     | 114                | 318              | 93                   |